# 荆州三观
荆州三观位于中华人民共和国湖北省荆州市荆州区，包括太晖观、玄妙观、开元观三座道观，2006年被列为第六批全国重点文物保护单位。
太晖观位于荆秘路，始建年代不详。明朝洪武二十六年（1393年），湘王朱柏重建，现存观桥山门、阙楼、朝圣门、祖师殿、文昌宫、药王殿、圣母殿等建筑。玄妙观位于荆北路，始建于唐，现存玉皇阁、紫皇殿等明清建筑。开元观位于荆州中路，始建于唐，现存山门、雷神殿、三清殿、天门、祖师殿等明清建筑。

## 图片
- 太晖观朝圣门和祖师殿
- 玄妙观三天门和紫皇殿
- 开元观雷神殿